# المتحف العماني الفرنسي
المتحف العماني الفرنسي هو متحف أثري يعرض العلاقات التاريخية بين عُمان وفرنسا، يقع في العاصمة مسقط قرب قصر العلم.